# Samir Alakbarov
Pour les articles homonymes, voir Alakbarov.
Samir Alakbarov (en azéri : Samir Ələkbərov), né le 8 octobre 1968 à Bakou en Azerbaïdjan, est un footballeur international azerbaïdjanais, devenu entraîneur à l'issue de sa carrière, qui évoluait au poste d'attaquant. 
Il compte 16 sélections et 2 buts en équipe nationale entre 1992 et 1996.

## Biographie

### Carrière internationale
Samir Alakbarov compte 16 sélections et 2 buts avec l'équipe d'Azerbaïdjan entre 1992 et 1996. 
Il est convoqué pour la première fois par le sélectionneur national Alakbar Mammadov pour un match amical contre la Géorgie le 17 septembre 1992 (défaite 6-3). Par la suite, le 6 juin 1993, il inscrit son premier but en sélection contre le Tadjikistan, lors d'un match amical (victoire 2-0). Il reçoit sa dernière sélection le 7 octobre 1996 contre Oman (défaite 2-0).

## Palmarès

### En club
- Avec le Neftchi Bakou
  - Champion d'Azerbaïdjan en 1992, 1996, 1997
  - Vainqueur de la Coupe d'Azerbaïdjan en 1996 et 1999

### Distinctions personnelles
- Footballeur azerbaïdjanais de l'année en 1991, 1992 et 1993
- Meilleur buteur du Championnat d'Azerbaïdjan en 1993 (16 buts)